# Båstoken
Båstoken är en sjö i Storumans kommun i Lappland och ingår i Umeälvens huvudavrinningsområde. Sjön har en area på 0,738 kvadratkilometer och ligger 358,1 meter över havet. Sjön avvattnas av vattendraget Bastanbäcken.

## Delavrinningsområde
Båstoken ingår i det delavrinningsområde (725053-152466) som SMHI kallar för Utloppet av Båstoken. Medelhöjden är 385 meter över havet och ytan är 3,71 kvadratkilometer. Räknas de 6 avrinningsområdena uppströms in blir den ackumulerade arean 87,22 kvadratkilometer. Bastanbäcken som avvattnar avrinningsområdet har biflödesordning 2, vilket innebär att vattnet flödar genom totalt 2 vattendrag innan det når havet efter 305 kilometer. Avrinningsområdet består mestadels av skog (67 procent). Avrinningsområdet har 0,73 kvadratkilometer vattenytor vilket ger det en sjöprocent på 19,7 procent.